# Campeonato Mundial de Ciclismo em Pista de 1905
O Campeonato Mundial UCI de Ciclismo em Pista de 1905 foi realizado em Antuérpia, na Bélgica, entre 16 e 23 de julho. Foram disputadas quatro provas masculinas, das quais duas profissionais e duas amadoras.

## Sumário de medalhas

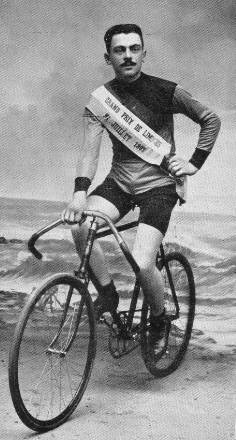
Gabriel Poulain

| Eventos profissionais masculinos |                                  |                                |                                 |
| Velocidade individual            | Gabriel Poulain · França         | Thorvald Ellegaard · Dinamarca | Henri Mayer · Alemanha          |
| Motor-paced                      | Robert Walthour · Estados Unidos | Paul Guignard · França         | Piet Dickentman · Países Baixos |
| Eventos amadores masculinos      |                                  |                                |                                 |
| Velocidade individual            | Jimmy Benyon · Reino Unido       | H. D. Buck · Reino Unido       | Eugène Debognies · França       |
| Motor-paced                      | Leon Meredith · Reino Unido      | Willy Mest · Alemanha          | Auguste Carremans · Bélgica     |

## Quadro de medalhas
| Ordem | País           | Medalha de ouro | Medalha de prata | Medalha de bronze | Total |
| ----- | -------------- | --------------- | ---------------- | ----------------- | ----- |
| 1     | Reino Unido    | 2               | 1                | 0                 | 3     |
| 2     | França         | 1               | 1                | 1                 | 3     |
| 3     | Estados Unidos | 1               | 0                | 0                 | 1     |
| 4     | Alemanha       | 0               | 1                | 1                 | 2     |
| 5     | Dinamarca      | 0               | 1                | 0                 | 1     |
| 6     | Bélgica        | 0               | 0                | 1                 | 1     |
| -     | Países Baixos  | 0               | 0                | 1                 | 1     |
| Total | Total          | 4               | 4                | 4                 | 12    |